# Kæde (ishockey)
 For alternative betydninger, se Kæde. (Se også artikler, som begynder med Kæde)
En kæde er i ishockey en betegnelse for de tre angribere eller forwards som et hold har på banen ad gangen. En kæde består af en center samt en højre og en venstre wing. Et ishockeyhold vil typisk bestå af 4 kæder samt 3 eller 4 backpar som kan skiftes ved flyvende udskiftning undervejs i kampen. Ofte tilstræbes det at det er de samme tre angribere i en kæde der spiller sammen gennem hele kampen. På den måde forsøger man at opnå større indbyrdes forståelse spillerne imellem. Såfremt en kæde også spiller fast sammen med et backpar kaldes disse fem spillere ofte for en blok, eller slet og ret en "femmer".